# Youssoufa Moukoko
Youssoufa Moukoko, né le 20 novembre 2004 à Yaoundé, est un footballeur international allemand qui évolue au poste d'avant-centre au FC Copenhague.

## Biographie
Né à Yaoundé au Cameroun, Youssoufa Moukoko a grandi dans le quartier musulman de La Briqueterie, dans le centre de la ville. C'est à 14 ans qu'il arrive à Hambourg, en Allemagne, où son père travaillait depuis plus de 25 ans.

### Carrière en club

#### Premiers pas dans le football allemand (2014-2019)
Remarqué dès 2014, alors qu'il évolue avec le FC Sankt Pauli à Hambourg de nombreux clubs allemands sont manifestement intéressés par le jeune joueur, mais c'est finalement le Borussia Dortmund qui recrute Moukoko en 2016.
Dès ses premiers pas avec le club de la Ruhr, il impressionne sur le terrain, faisant déjà figure de « prodige » à seulement 12 ans,,,.
Mais son âge justement est remis en cause par certains médias,, mais il est finalement bien confirmé par ses parents — sa mère n'a au passage que 28 ans à l'époque — son père fournissant entre autres une copie de l'acte de naissance soumis au consulat allemand.
Avec les moins de 17 ans, il marque un nombre impressionnant de buts, finissant notamment meilleurs marqueur du championnat junior 2018 (avec un titre en prime) et 2019, avec respectivement 37 et 46 buts.
Talent plus que précoce, Moukoko attire ainsi rapidement les réflecteurs, et avec eux les marques qui voient en lui un futur grand :  il a ainsi signé à seulement 14 ans un contrat avec Nike estimé à environ 10 millions d'euros.

#### Dans l'antichambre du professionnalisme (depuis 2019)
Lors de la saison 2019-2020, alors qu'à 14 ans il vient d'avoir l'âge requis pour jouer avec les moins de 19 ans, il marque 6 buts dès ses débuts en Bundesliga junior (de),.
Le 17 septembre 2019 il devient le plus jeune joueur à apparaître en UEFA Youth League lors de la victoire 2-1 contre les jeunes du FC Barcelone. Quelques semaines plus tard il devient également le plus jeune buteur de la compétition, battant le record de Rayan Cherki, achevant de confirmer son statut de « phénomène mondial » alors qu'il n'a toujours pas fait ses débuts professionnels,,,,.
À 15 ans Lucien Favre parle déjà de l'appeler dans l'équipe première, alors que le BVB vient de remporter son huitième de finale aller en ligue des champions contre le PSG. Le club rhénan a en effet obtenu fin 2019 l'autorisation de convier l'adolescent dans les entrainements avec les pros.
Mais l'étape suivante — faire ses débuts professionnels — pose question, la fédération allemande n'autorisant pas dans son championnat les joueurs avant la saison de leurs 17 ans. Mais c'est justement le cas de Moukoko qui va pousser la fédération, sous demande du club, à changer la règle, ce dernier pouvant désormais jouer en Bundesliga dès ses 16 ans, pour la saison 2020-2021.

#### Records de précocité
Un jour après son 16e anniversaire il débute en Bundesliga, lors d'une victoire à l'extérieur 5-2 contre le Hertha Berlin, en rentrant en fin de partie. Il devient le plus jeune joueur du championnat allemand, le précédent record datant de 2005 était détenu par Nuri Şahin à 16 ans et 355 jours. Une quinzaine de jours plus tard, il devient le plus jeune joueur de la Ligue des Champions,. Le 18 décembre 2020 en marquant un but lors de la défaite de Dortmund contre l'Union Berlin, il devient le plus jeune buteur de la Bundesliga à 16 ans 28 jours.
En janvier 2023, une controverse liée à son âge apparait dans la presse allemande. Selon un acte de naissance qui circule, Youssoufa Moukoko serait né en 2000, et non en 2004.

### Carrière en sélection
Possédant la double nationalité allemande et camerounaise, il est international allemand dans les catégories jeunes.
Sélectionné avec les moins de 16 ans (de) à seulement 12 ans, il entre d’abord en jeu contre l'Autriche (de), avant de marquer un doublé lors de sa première titularisation, dans le match retour contre les Autrichiens.
Il est ensuite convoqué en équipe des moins de 19 ans de Guido Streichsbier (de), en préparation du tour de qualification pour l'Euro 2020.
Le 10 novembre 2022, il est sélectionné par Hansi Flick pour participer à la Coupe du monde 2022. Fêtant ses 18 ans le jour même où le tournoi commence (20 novembre), il est le plus jeune joueur de cette compétition,.

## Statistiques

### Parcours senior
| Saison                | Club                  | Championnat           | Championnat | Championnat | Championnat | Coupe(s) nationale(s) | Coupe(s) nationale(s) | Coupe(s) nationale(s) | Supercoupe | Supercoupe | Supercoupe | Compétition(s) continentale(s) | Compétition(s) continentale(s) | Compétition(s) continentale(s) | Compétition(s) continentale(s) | Allemagne | Allemagne | Allemagne | Total | Total | Total |
| Saison                | Club                  | Division              | M.          | B.          | P.d.        | M.                    | B.                    | P.d.                  | M.         | B.         | P.d.       | Comp.                          | M.                             | B.                             | P.d.                           | M.        | B.        | P.d.      | M.    | B.    | P.d.  |
| 2020-2021             | Borussia Dortmund     | Bundesliga            | 14          | 3           | 0           | 0                     | 0                     | 0                     | -          | -          | -          | C1                             | 1                              | 0                              | 0                              | -         | -         | -         | 15    | 3     | 0     |
| 2021-2022             | Borussia Dortmund     | Bundesliga            | 16          | 2           | 2           | 2                     | 0                     | 0                     | 1          | 0          | 0          | C1+C3                          | 1+2                            | 0                              | 0                              | -         | -         | -         | 22    | 2     | 2     |
| 2022-2023             | Borussia Dortmund     | Bundesliga            | 26          | 7           | 4           | 3                     | 0                     | 0                     | -          | -          | -          | C1                             | 6                              | 0                              | 2                              | 2         | 0         | 0         | 37    | 7     | 6     |
| 2023-2024             | Borussia Dortmund     | Bundesliga            | 20          | 5           | 0           | 3                     | 1                     | 0                     | -          | -          | -          | C1                             | 4                              | 0                              | 0                              | -         | -         | -         | 27    | 6     | 0     |
| Sous-total            | Sous-total            | Sous-total            | 76          | 17          | 6           | 8                     | 1                     | 0                     | 1          | 0          | 0          | -                              | 14                             | 0                              | 2                              | 2         | 0         | 0         | 101   | 18    | 8     |
| 2024-2025             | OGC Nice              | Ligue 1               | 11          | 2           | 2           | 3                     | 0                     | 0                     | -          | -          | -          | C3                             | 8                              | 0                              | 1                              | -         | -         | -         | 22    | 2     | 3     |
| Total sur la carrière | Total sur la carrière | Total sur la carrière | 87          | 19          | 8           | 11                    | 1                     | 0                     | 1          | 0          | 0          | -                              | 22                             | 0                              | 3                              | 2         | 0         | 0         | 123   | 20    | 11    |

### Parcours junior
| Saison    | Club              | Championnat | Championnat | Championnat | Coupe(s) nationale(s) | Coupe(s) nationale(s) | Compétitions(s) continentale(s) | Compétitions(s) continentale(s) | Compétitions(s) continentale(s) | Total | Total |
| Saison    | Club              | Division    | M           | B           | M                     | B                     | C                               | M                               | B                               | M     | B     |
| --------- | ----------------- | ----------- | ----------- | ----------- | --------------------- | --------------------- | ------------------------------- | ------------------------------- | ------------------------------- | ----- | ----- |
| 2018-2019 | Borussia Dortmund | U17         | 28          | 50          | -                     | -                     | -                               | -                               | -                               | 28    | 50    |
| 2019-2020 | Borussia Dortmund | U19         | 20          | 34          | -                     | -                     | UYL                             | 7                               | 4                               | 27    | 38    |
| 2020-2021 | Borussia Dortmund | U19         | 3           | 6           | 1                     | 3                     | -                               | -                               | -                               | 4     | 9     |
| Total     | Total             | Total       | 51          | 90          | 1                     | 3                     | -                               | 7                               | 4                               | 59    | 97    |

## Palmarès
Borussia Dortmund
- Championnat d'Allemagne
  - Vice-champion : 2022 et 2023
- Ligue des champions
  - Finaliste : 2024